# Celio Sedulio

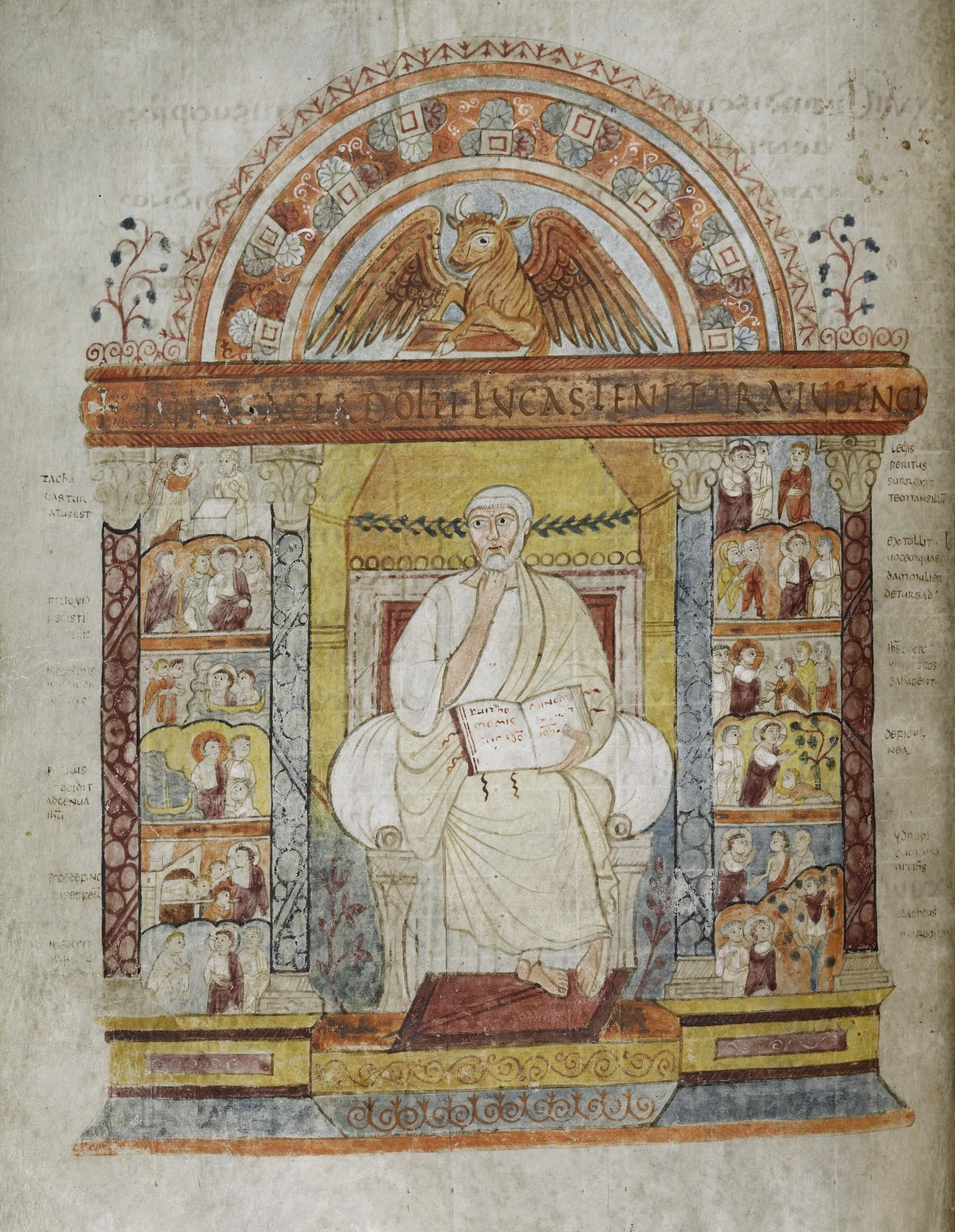
Miniatura iluminada con una anotación del Carmen paschale
St. Agustine'Abbey. Canterbury

Celio Sedulio (en latín original, Coelius Sedulius) fue un sacerdote y poeta latino de principios del siglo V.

## Biografía y obra
Se cree que nació en Italia, donde estudió filosofía. Isidoro de Sevilla indica que fue presbítero.
Se le conoce fundamentalmente por ser el autor de Carmen paschale, poema épico que consta de cinco libros, basado en la vida de Jesús, especialmente en los Evangelios de Mateo y Lucas.
Las ilustraciones más notables de su poema están en el Evangelario de San Agustín de Canterbury.